# Hinojosa del Campo
Hinojosa del Campo es un municipio y localidad española de la provincia de Soria, en la comunidad autónoma de Castilla y León. El término municipal tiene una población de 25 habitantes (INE 2024).

## Geografía
Forma parte del partido judicial de Soria y de la comarca de Campo de Gómara. Desde el punto de vista jerárquico de la Iglesia católica forma parte de la diócesis de Osma la cual, a su vez, pertenece a la archidiócesis de Burgos. En su término e incluido en la Red Natura 2000 se encuentra el lugar de importancia comunitaria conocido como Quejigares y encinares de Sierra del Madero, ocupando 430 hectáreas, el 19 % de su término.

## Historia
Sobre la base de los datos del censo de Pecheros de 1528, en el que no se contaban eclesiásticos, hidalgos y nobles, se registra la existencia 45 pecheros, es decir unidades familiares que pagaban impuestos.
A la caída del Antiguo Régimen la localidad se constituye en municipio constitucional en la región de Castilla la Vieja, partido de Ágreda que en el censo de 1842 contaba con 88 hogares y 350 vecinos. A mediados del siglo XIX, el lugar tenía contabilizadas 88 casas. Aparece descrito en el noveno volumen del Diccionario geográfico-estadístico-histórico de España y sus posesiones de Ultramar de Pascual Madoz de la siguiente manera:

HINOJOSA DEL CAMPO: l. con ayunt. en la prov. de Soria (5 leg.), part. jud. de Agreda (4), aud. terr. y c. g. de Burgos (34), dióc. de Osma (14). sit. al pie de la sierra del Madero, en la margen izq. del r. Rituerto: goza de clima sano: tiene 88 casas, la de ayunt., escuela de instruccion primaria á cargo de un maestro dotado con 600 rs. y 20 fan. de trigo, ademas de las retribuciones de los alumnos, que ascienden á otras 10 fan. y 10 celemines; una igl. parr. (San Andrés) servida por un cura y un sacristan. El térm. confina N. Pozalmuro; E. sierra del Madero; S. Pinilla del Campo, y O. Tajahuerce; dentro de él se encuentran dos ermitas y varias fuentes de buenas aguas. El terreno, que participa de montuoso y llano, es de buena calidad; comprende un monte carrascal situado al NE. caminos: los locales y la carretera que conduce de Madrid á Navarra. correo, se recibe y despacha en la adm. de Soria. prod.: buen trigo, cebada, avena, yeros, lentejas, algo de lino y cáñamo, buenos pastos con los que se mantiene ganado lanar y las caballerias necesarias para la labranza. ind.: la agrícola y algunos telares de lienzos ordinarios de lino y cáñamo. pobl.: 88 vec., 350 alm. cap. imp.: 88,026.
(Madoz, 1847, p. 209)

## Demografía
Cuenta con una población de 25 habitantes (INE 2024).
| Gráfica de evolución demográfica de Hinojosa del Campo entre 1842 y 2021                                              |
| |
| Población de derecho según los censos de población del INE. Población de hecho según los censos de población del INE. |

## Patrimonio
- Iglesia de Nuestra Señora de la Asunción. Tiene incoado expediente como Bien de Interés Cultural en la categoría de Monumento desde el 4 de enero de 1983.[7] En septiembre de 2016 se resolvió positivamente el expediente sobre la iglesia y se declaró Bien de Interés Cultural.[cita requerida]
- Torre de Hinojosa del Campo.

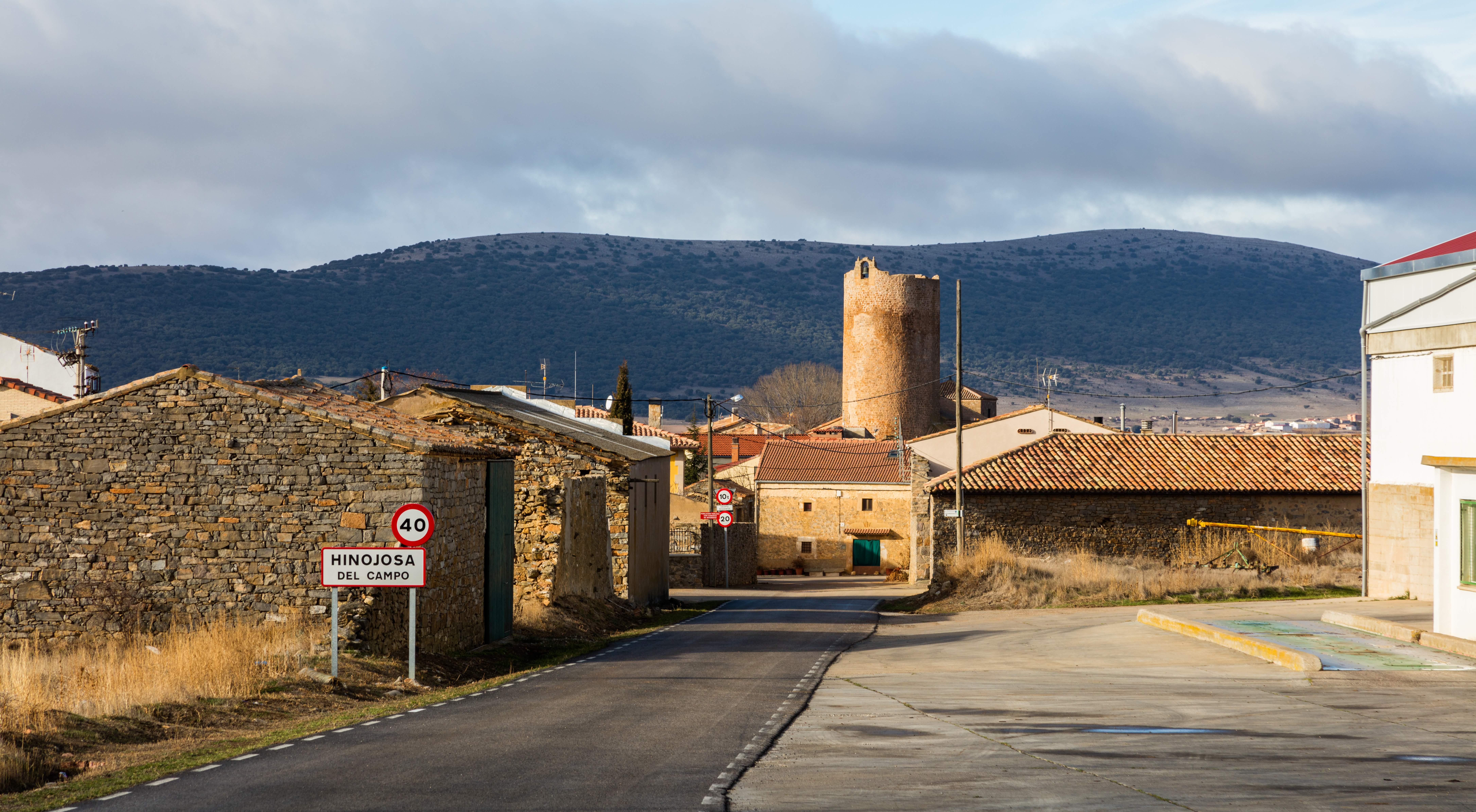
Vista general
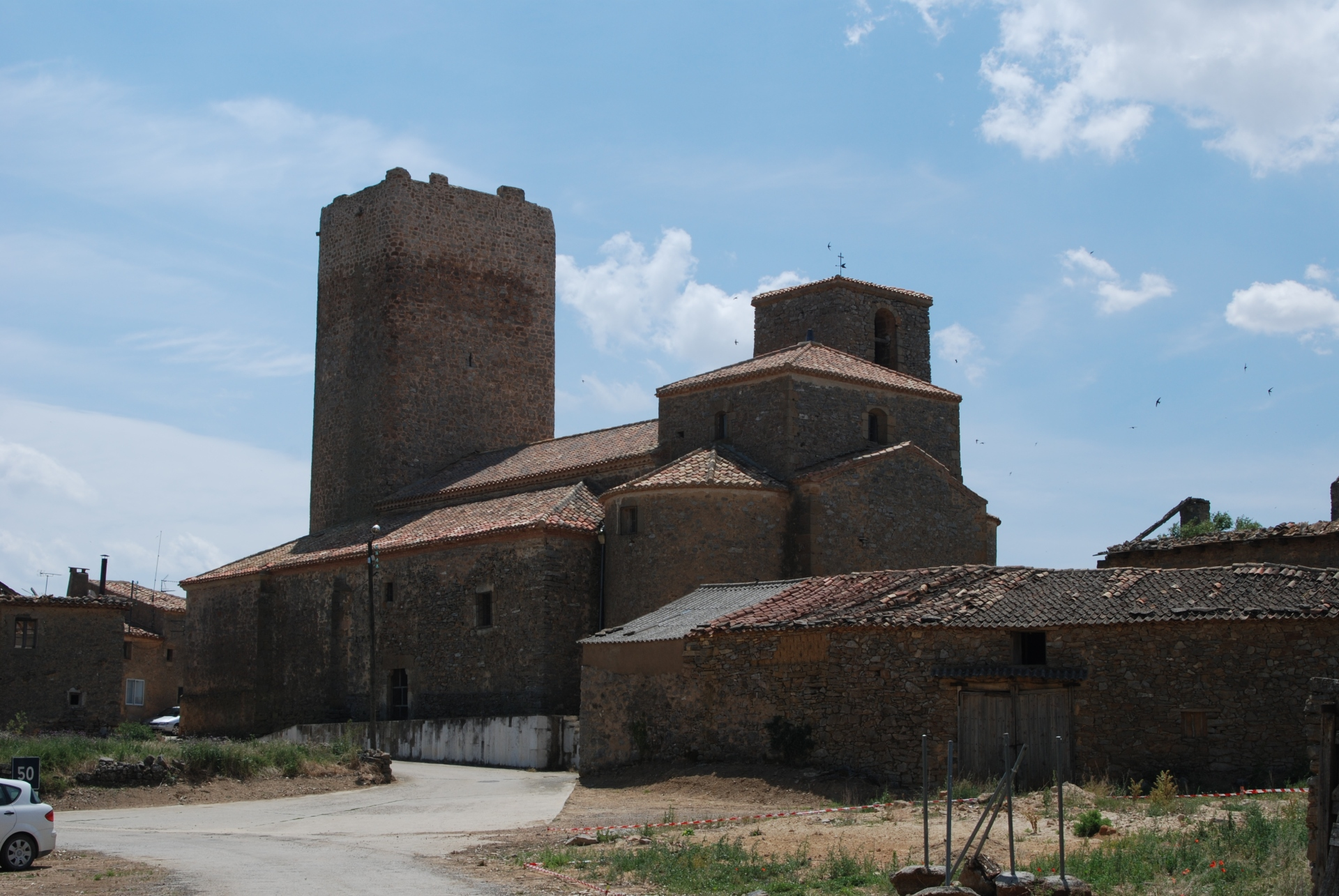
Iglesia de la Asunción
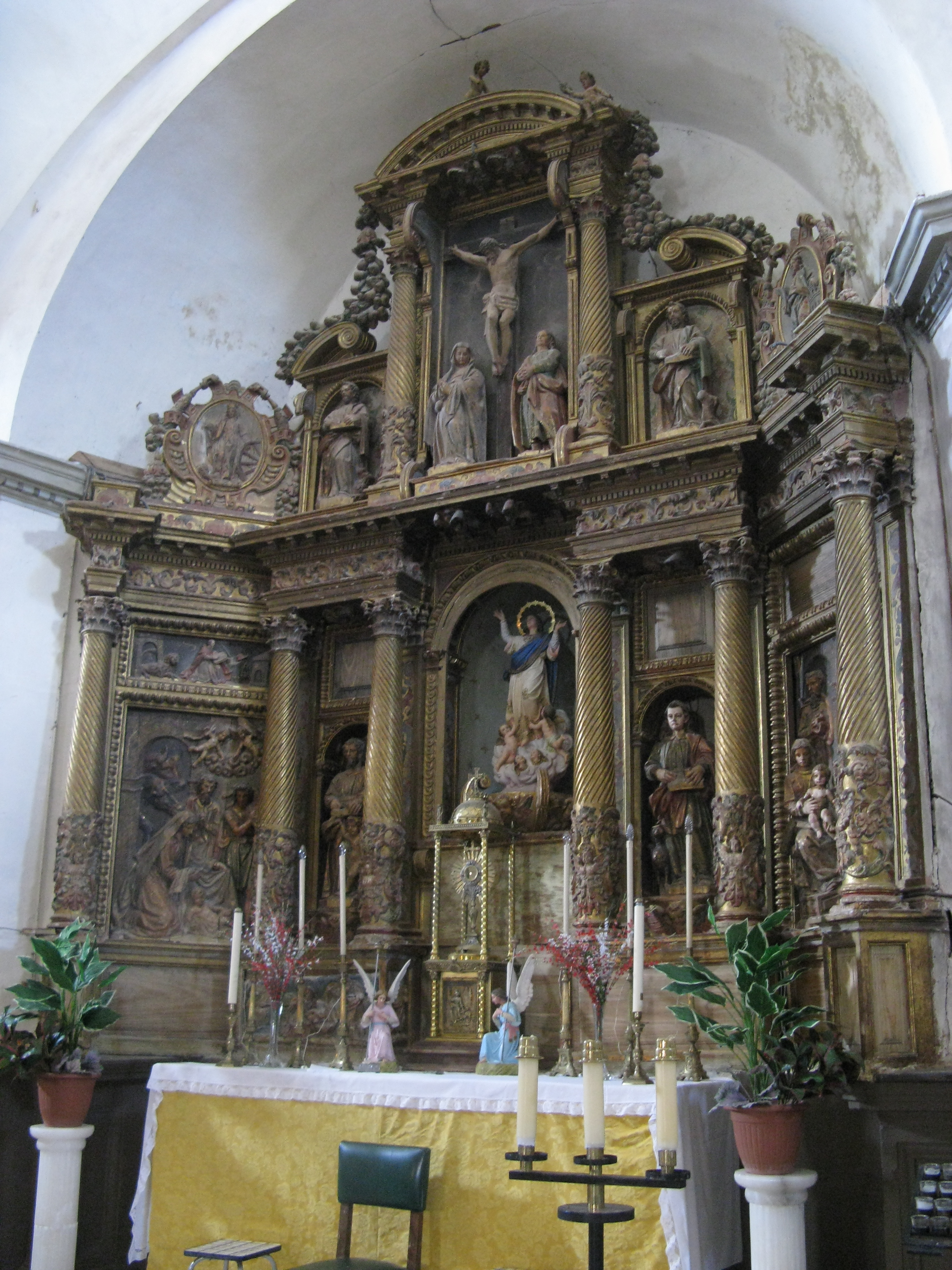
Retablo de la Iglesia de Nuestra Señora de la Asunción
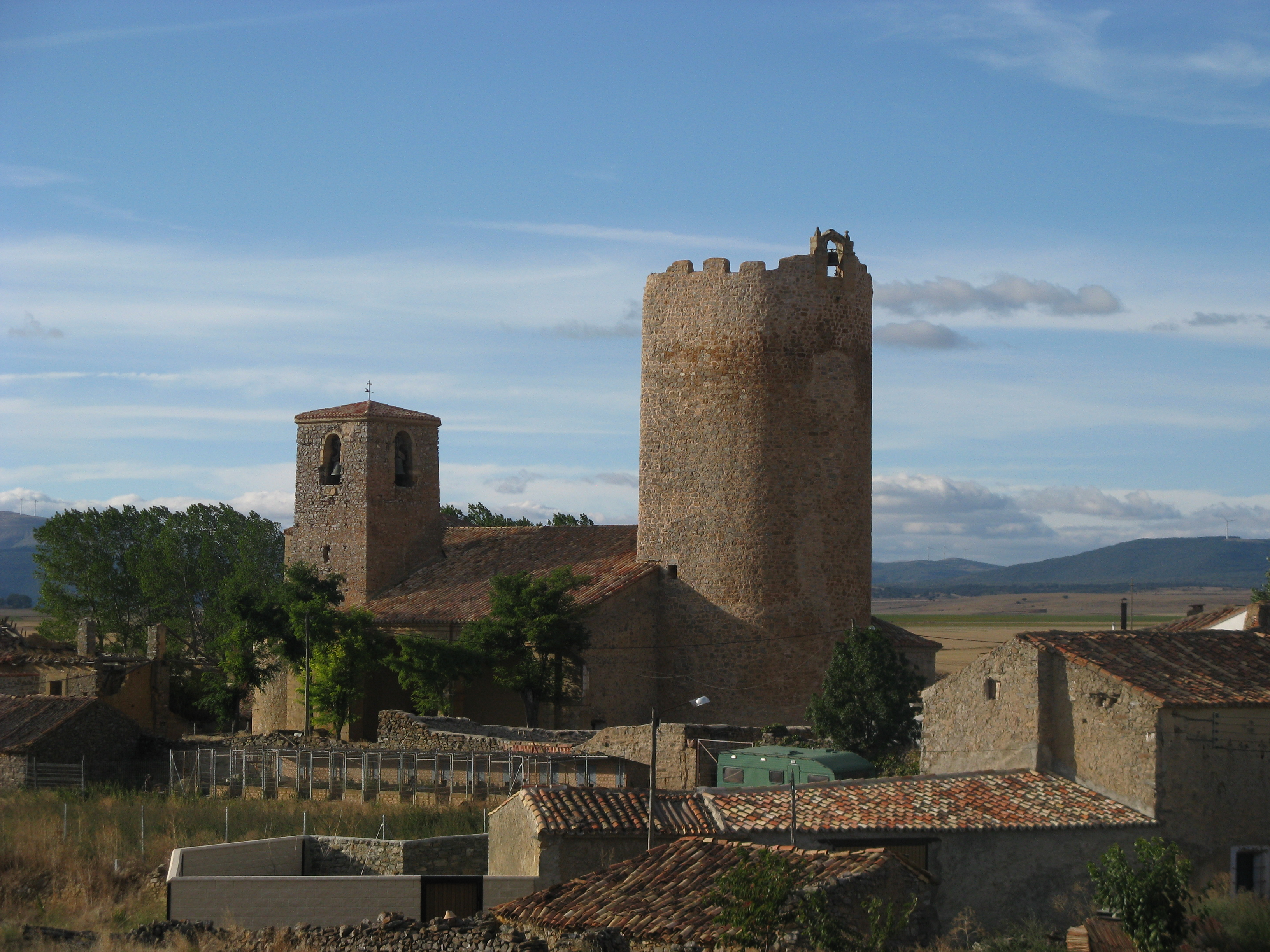
Vista lateral de la Iglesia de Nuestra Señora de la Asunción y de la Torre de Hinojosa del Campo
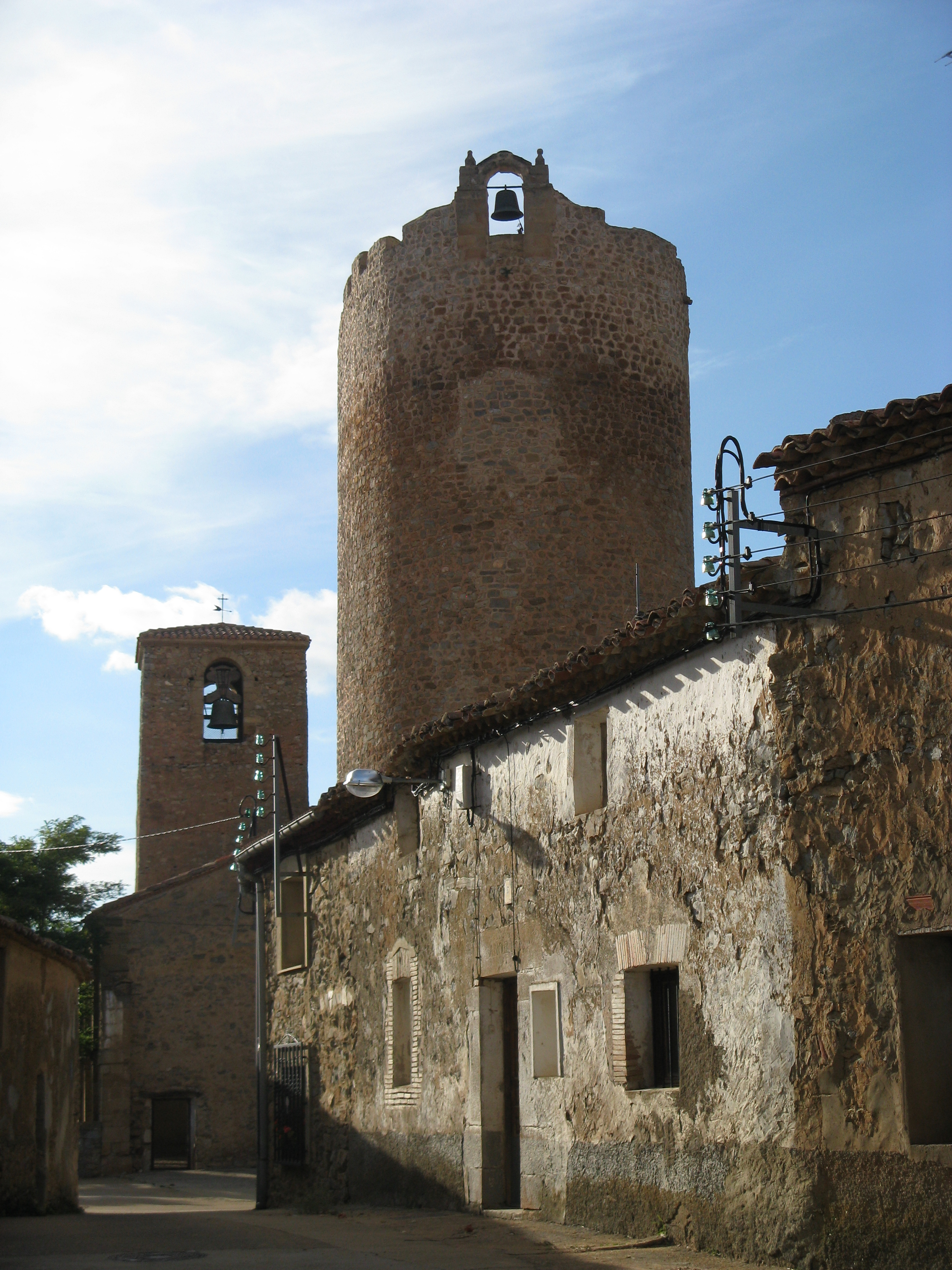
Torre de Hinojosa del Campo